# 바르바라

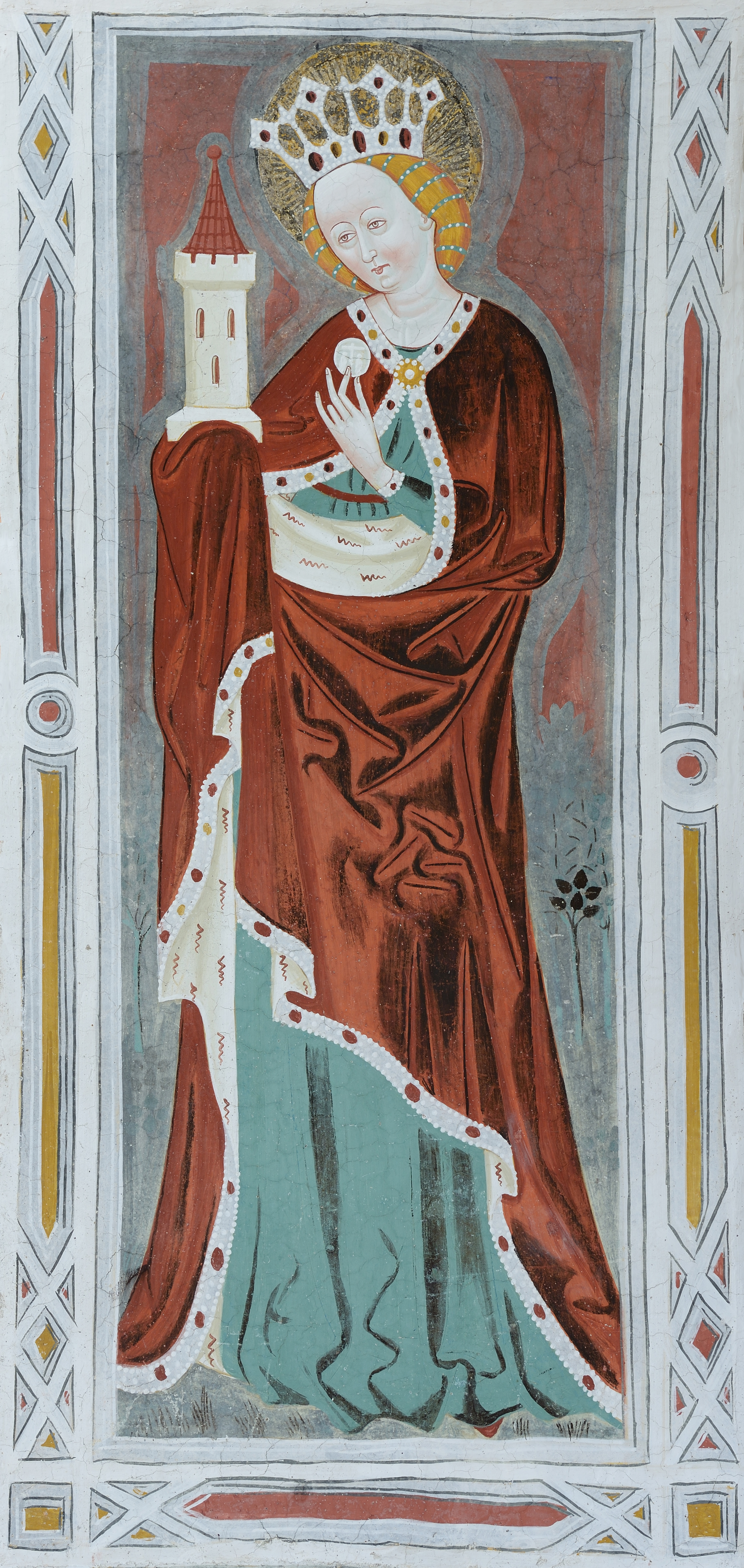
성녀 바르바라

바르바라(? - ?)는 초기 기독교의 동정녀 순교자이자 14성인 가운데 한 사람이다. 기독교의 성인. 축일은 12월 4일. 바르바라는 그리스어에서 기원한 라틴어로 ‘이방인’을 뜻한다. 회화에서는 3개의 창문이 있는 탑 안에서 종려나무 가지나 공작새 깃털을 들고 있는 처녀의 모습으로 묘사된다. 포병·건축가·총기 제작자·광부·종지기·소방관·임종자의 수호 성인이다.

## 행적
바르바라에 관한 역사적 사실은 확실치 않으나, 아마도 4세기 초 로마 황제 막시미아누스 때의 박해로 순교한 것으로 보인다. 바르바라는 7세기에 《순교자 행전》이 편찬되고 뒤이어 《황금전설》이 출간되면서 전설적인 존재가 되었다.
바르바라는 니코메디아의 왕 디오스코루스의 딸이었다. 바르바라를 진정으로 사랑했던 그녀의 아버지는 아름다운 데다가 영특하기까지 한 자신의 딸을 다시없는 자랑으로 여겼다. 그래서 그 딸이 좋지 못한 사람과 가까이함을 우려하여, 탑을 세우고 그 안에 딸을 감금하여 아무도 딸의 빼어난 아름다움을 볼 수 없게 했다. 그러나 그것도 그녀에게 많은 구혼자들이 몰려드는 것을 막지 못했다. 더욱이 그녀는 아버지가 믿는 종교를 여러 가지 면에서 공부하던 과정에서 아버지의 종교의 공허함을 깨닫게 되었고, 참된 진리를 알고 싶은 열망을 품게 되었다. 디오스코루스가 여행을 떠나 오랫동안 없는 사이 그리스도인과 사귀게 되어 그에게서 교리에 대한 설명을 듣고 기독교야말로 참된 진리임을 깨닫게 되었다. 그리하여 세례를 받고 기독교로 개종한 바르바라는 아버지가 지은 탑 속에서 은수자로 살기로 결심했다. 그녀는 건축가를 설득하여 삼위일체를 기념하여 탑에 세 개의 창문을 내도록 했다.
나중에 궁전으로 귀환한 니코메디아의 왕은 딸의 개종 소식을 듣고 불같이 화를 내며 그토록 사랑하던 딸을 마구 매질하였다. 그러고는 빈사상태에 빠진 바르바라를 결박해 끌고 법정에 나가 재판관에게 내주어 고소하였다. 재판관은 바르바라를 타일러도 보고 위협하기도 하면서 바르바라에게 배교할 것을 강요했다. 그러나 바르바라는 한사코 그 제안을 거절하였다. 이러한 바르바라를 괘씸하게 여긴 재판관은 형리에게 고문 명령을 내려 갈퀴로 온몸을 찢게 하고 횃불로 양쪽 배를 태운 다음 감옥에 가두어 버렸다. 그날 밤, 예수 그리스도가 탈혼 중에 발현하여 바르바라의 상처를 말끔히 치유해주었다. 다음날 다시 법정에 출두한 바르바라의 상처가 치유된 기적을 목격하고 재판관은 아연실색하였으나 다시금 마음을 가다듬고 전날보다 더 심한 고문을 가하며 그녀에게 배교를 강요했다. 그러나 역시 바르바라는 자신의 뜻을 조금도 굽히지 않았다. 결국 끝내 바르바라는 사형 판결을 받게 되었다. 바르바라의 아버지는 그 사형 현장에 직접 참석하여 재판관을 충동질할 뿐 아니라, 사형이 선고되자 스스로 형리에게서 도끼를 빼앗아 딸의 사형 집행인이 되었다. 바르바라는 참수되었고, 곧바로 그녀의 아버지는 하느님의 심판을 받아 갑자기 하늘에서 떨어진 벼락을 맞아 온몸이 불에 타서 재가 되었다.